# Буково (Опольське воєводство)
Буково (пол. Bukowo, нім. Georgenwerk) — село в Польщі, у гміні Мурув Опольського повіту Опольського воєводства.
Населення — 228 осіб (2011).

## Демографія
Демографічна структура станом на 31 березня 2011 року:
|          | Загалом | Допрацездатний вік | Працездатний вік | Постпрацездатний вік |
| -------- | ------- | ------------------ | ---------------- | -------------------- |
| Чоловіки | 113     | 17                 | 82               | 14                   |
| Жінки    | 115     | 14                 | 72               | 29                   |
| Разом    | 228     | 31                 | 154              | 43                   |